# LMP – Zelená strana Maďarska
LMP – Zelená strana Maďarska (maďarsky LMP – Magyarország Zöld Pártja, zkráceně Zöldek, do roku 2020 původním názvem Politika může být jiná, maďarsky Lehet Más a Politika, zkráceně LMP) je parlamentní zelená politická strana v Maďarsku, která však sama sebe nepovažuje za stranu, ale za hnutí.

## Název
Strana svým neobvyklým názvem Lehet Más a Politika (do češtiny přeloženo jako Politika může být jiná) oslovuje voliče, kteří jsou znechuceni politickou scénou a jejím vývojem v posledních letech jako například událostmi na podzim 2006.
| Oficiální název                | Zkratka | Překlad                       | Období    |
| ------------------------------ | ------- | ----------------------------- | --------- |
| Lehet Más a Politika           | LMP     | Politika může být jiná        | 2009–2020 |
| LMP – Magyarország Zöld Pártja | Zöldek  | LMP – Zelená strana Maďarska1 | 2020–     |

1: Správný překlad maďarského názvu strany zní LMP – Zelená strana Maďarska (anglicky LMP – Hungary's Green Party). Nepřesné a zavádějící překlady názvu jsou Strana zelených Maďarska či Maďarská strana zelených, které však oficiálně používají jiné maďarské zelené politické subjekty. 

## Historie
Strana byla založena 26. února 2009 jako liberálně–konzervativní strana udržující si ekologickou a radikálně demokratickou linii. Jejím hlavním cílem je zvyšování kvality zastupitelské demokracie, sociální spravedlnosti a životního prostředí (trvale udržitelný rozvoj). Časem se však usadila na středo–levicové pozici.
Ve volbách do Evropského parlamentu 2009 vytvořila LMP koalici s Humanista Párt jako LMP + HP. Koalice získala 2,61 % hlasů, a do EP se tak nedostala. Strana utratila za kampaň 18 milionů forintů.
Do parlamentních voleb 2010 vedl kandidátku strany András Schiffer. Jelikož volební kampaň pro eurovolby 2009 stranu finančně naprosto vyčerpala, snažila se propagovat především svépomocí. Podle analytiků přechází k LMP zejména mladí voliči z měst, kteří dříve podporovali levicovou Maďarskou socialistickou stranu (MSZP). V prvním kole voleb LMP získala 7,48 % hlasů a překročila tak 5% hranici nutnou pro vstup do parlamentu. Ve druhém kole získala už jen 3,77 %. Po sečtení veškerých hlasů strana získala 16 mandátů, což je 4,15 %. Byla tak nejmenší parlamentní stranou. Předsedou parlamentní frakce strany byl András Schiffer.
Kvůli rozporům ohledně výhledové koaliční spolupráce odešla ze strany na počátku roku 2013 skupina poslanců (Benedek Jávor, Gergely Karácsony, Tímea Szabó), kteří založili novou zelenou stranu s názvem Párbeszéd Magyarországért (PM).
V parlamentních volbách 2014 strana získala 5,24 % hlasů a v nově 199členném maďarském parlamentu tak získala 5 poslaneckých křesel. I přes své tehdejší oslabení, dokázala strana vybojovat i mandát jednoho europoslance ve volbách do EP 2014, které obsadil historik a politolog Tamás Meszerics.
V parlamentních volbách 2018 získala strana 7,06 % a 6 mandátů. V parlamentních volbách 2022 strana kandidovala v koalici Společně pro Maďarsko, mimo jiné společně s postkomunistickou Maďarskou socialistickou stranou a nacionalistickým Hnutím za lepší Maďarsko, přičemž ztratila 1 mandát.
Dne 25. března 2024 pozastavila Evropská strana zelených (EGP) členství LMP - Zelené straně Maďarska za to, že v červnových komunálních volbách podpořila na post primátora Budapešti nezávislého kandidáta židovského původu Dávida Vitéze a nikoliv dosavadního primátora Gergelye Karácsonye, který z LMP odešel v roce 2013 a založil konkurenční levicově–zelené hnutí Dialog – Strana zelených. Zakladatel a bývalý předseda LMP právník András Schiffer se k této věci vyjádřil: „Udělal jsem obrovskou chybu, když jsem nadšeně podporoval vstup LMP do EGP po roce 2010. (...) Dobrou zprávou je, že podle odhadů zisků mandátů bude největším poraženým v eurovolbách právě EGP. Všechno musí v určitém okamžiku správně zapadnout.“ To, co EGP nazývá „demokratické“ a „proevropské“, je podle Schiffera ve skutečnosti imperialistické a proamerické.

## Kritika
Dne 20. února 2024 zveřejnil maďarský Státní kontrolní úřad (Állami Számvevőszék) dílčí výsledek auditu financování kampaní politických stran před parlamentními volbami 2022. V rámci této kontroly vyplývající ze zákonné povinnosti úřadu bylo zjištěno, že šest politických stran, které uzavřely alianci Společně pro Maďarsko, účelově obešely zákonné požadavky týkající se financování jejich společné kampaně, omezení výše nákladů na kampaň a vyúčtování kampaně. Strany využily více než 4 miliardy forintů, které získaly od zahraničních sponzorů, čímž vědomě porušily volební zákon. Vlivný poradce Demokratické strany USA Eric Koch doznal, že část finančních prostředků, které koalice získala od organizace 
Action for Democracy ovládané Dávidem Korányiem, poradcem budapešťského primátora Gergelye Karácsonye, daroval George Soros. Státní kontrolní úřad uložil těmto šesti stranám pokutu v celkové výši 261 milionů forintů. Zaroveň se obrátil na Národní daňový a celní úřad (Nemzeti Adó- és Vámhivatal), který zahájil vlastní nezávislé vyšetřování původu sponzorských darů.

## Stranický aparát

### Počet členů
| Rok  | Počet členů |
| ---- | ----------- |
| 2010 | cca 500     |
| 2011 | cca 680     |
| 2015 | cca 1 900   |
| 2016 | 1 756       |
| 2019 | cca 500     |

### Předsednictvo
| Období    | Spolupředseda           | Spolupředsedkyně |
| --------- | ----------------------- | ---------------- |
| 2013–2016 | András Schiffer         | Bernadett Szél   |
| 2016–2018 | Ákos Hadházy            | Bernadett Szél   |
| 2018–2019 | László Lóránt Keresztes | Márta Demeter    |
| 2019–2020 | János Kendernay         | Erzsébet Schmuck |
| 2020–2022 | Máté Kanász-Nagy        | Erzsébet Schmuck |
| 2022–     | Péter Ungár             | Erzsébet Schmuck |

### Poslanci Zemského sněmu
- Poslanci Zemského sněmu (2010–2014): Katalin Ertsey, Virág Kaufer, Endre Kukorelly, Szilvia Lengyel, Lajos Mile, Ágnes Osztolykán, András Schiffer, Bernadett Szél, Gábor Vágó. Poslanci původně zvolení za LMP, kteří 13. února 2013 opustili hnutí i jeho parlamentní frakci: Dávid Dorosz, Gábor Ivády, Benedek Jávor, Gergely Karácsony, Gábor Scheiring, Rebeka Szabó, Tímea Szabó, László Szilágyi, Péter Szilágyi.
- Poslanci Zemského sněmu (2014–2018): Márta Demeter (zvolena za MSZP), István Ikotity, Róbert Benedek Sallai, András Schiffer/Ákos Hadházy, Erzsébet Schmuck, Bernadett Szél.
- Poslanci Zemského sněmu (2018–2022): Antal Csárdi, Márta Demeter, György Gémesi/Krisztina Hohn (členové ÚK), László Lóránt Keresztes, Erzsébet Schmuck, Péter Ungár.
- Poslanci Zemského sněmu (2022–2026): Bernadett Bakos, Antal Csárdi, Máté Kanász-Nagy, László Lóránt Keresztes, Péter Ungár.

### Poslanci Evropského parlamentu
- Poslanec osmého EP (2014–2019): Tamás Meszerics

## Volební výsledky

### Volby do Zemského sněmu
| Volby | Celostátní kandidátní listina | Celostátní kandidátní listina | OEVK (1. kolo) | OEVK (1. kolo) | OEVK (2. kolo) | OEVK (2. kolo) | Mandáty | Mandáty | Status  |
| Volby | Hlasy                         | %                             | Hlasy          | %              | Hlasy          | %              | Počet   | %       | Status  |
| ----- | ----------------------------- | ----------------------------- | -------------- | -------------- | -------------- | -------------- | ------- | ------- | ------- |
| 2010  | 383 876                       | 7,48                          | 259 220        | 5,07           | 43 437         | 3,37           | 16/386  | 4,15    | Opozice |
| 2014  | 269 414                       | 5,34                          | 244 191        | 4,97           | —              | —              | 5/199   | 2,51    | Opozice |
| 2018  | 404 429                       | 7,06                          | 312 731        | 5,68           | —              | —              | 8/199   | 4,02    | Opozice |
| 20221 | 1 947 331                     | 34,44                         | 1 983 708      | 36,90          | —              | —              | 5/199   | 2,51    | Opozice |

1: LMP kandidovala v rámci levicově–zelené koalice Společně pro Maďarsko (DK–Jobbik–LMP–Momentum–MSZP–Párbeszéd).

### Volby do Evropského parlamentu
| Volby | Počet hlasů | Hlasy v % | Počet mandátů | Politická skupina EP | Evropská strana |
| ----- | ----------- | --------- | ------------- | -------------------- | --------------- |
| 20091 | 75 522      | 2,61      | 0/22          | —                    | EGP             |
| 2014  | 115 957     | 5,01      | 1/21          | Greens–EFA           | EGP             |
| 2019  | 74 704      | 2,18      | 0/21          | —                    | EGP             |
| 2024  | 39 646      | 0,87      | 0/21          | —                    | EGP2            |

1: LMP sestavila společnou kandidátní listinu s Humanista Párt.

2: Členství v EGP pozastaveno 25. března 2024. 